# Xã Welborn, Quận Conway, Arkansas
Xã Welborn (tiếng Anh: Welborn Township) là một xã thuộc quận Conway, tiểu bang Arkansas, Hoa Kỳ. Năm 2010, dân số của xã này là 8.831 người.